# NGC 3153
NGC 3153 је спирална галаксија у сазвежђу Лав која се налази на NGC листи објеката дубоког неба.
Деклинација објекта је + 12° 40' 0" а ректасцензија 10h 12m 50,5s. Привидна величина (магнитуда) објекта NGC 3153 износи 12,8 а фотографска магнитуда 13,5. Налази се на удаљености од 37,950 милиона парсека од Сунца. NGC 3153 је још познат и под ознакама UGC 5505, MCG 2-26-32, CGCG 64-90, IRAS 10101+1254, Todd 20, PGC 29747.